# دايفيد دياز
دايفيد دياز (بالإسبانية: David Díaz Mangano)‏ (2 ديسمبر 1992 بويرتو ريال إسبانيا - ) هو لاعب كرة قدم إسباني يلعب كلاعب وسط.